# 荒木十畝

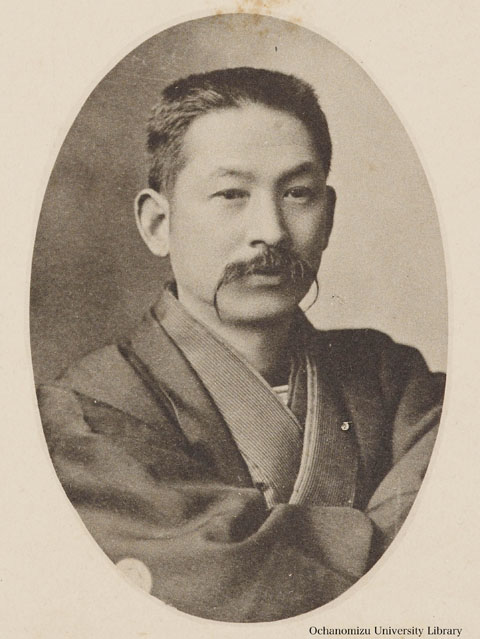
荒木十畝

荒木 十畝（あらき じっぽ、1872年10月5日（明治5年9月3日） - 1944年（昭和19年）9月11日）は、日本画家。長崎県大村生まれ。本名・朝長悌二郎。

## 生涯
旧大村藩士、朝長兵蔵の子として生まれる。郷里では琴湖と称して絵を描いていたが、1892年に上京し、荒木寛畝に師事。翌年養子となり、画号を十畝に改める。1895年日本美術協会会員。1897年日本画会創立に参加し、その主任幹事となる。1901年東京女子高等師範学校講師、1903年第5回内国勧業博覧会で褒状、1904年セントルイス万国博では銀牌を受ける。1905年寛畝一門の画塾読画会が設立され、運営にあたる。1907年文展開設時には新派に対抗して正派同志会を組織して幹事長となり、第1回展不出品の挙に出た。翌年の第2回展から審査員となり、官展の重鎮として活躍する。1910年日英博覧会金牌受賞、1919年女高師教授を辞す。1922年日華連合絵画展開催。1923年帝国美術院会員、正五位勲四等に叙される。1931年シャムに渡り日本美術展を開催、1937年帝国芸術院会員となる。晩年は画室を大磯、更に箱根仙石原に移して制作に打ち込もうとしたが、心臓麻痺により急逝。享年73。法名は開悟院殿十畝日顕居士。墓は新宿区の浄輪寺(のち多磨霊園に改葬)。
花鳥画を得意とし、同時期に活躍した横山大観らと並び称される。いわゆる旧派の代表的人物と目されるが、制作面では伝統的な画法に立脚しつつ、新たな表現を模索し続けた画家であった。
弟子に西沢笛畝、森白甫、永田春水、亀割隆志、木本大果、松久休光、小林観爾、湯原柳畝、山下紅畝などがいる。

## 代表作
| 作品名                                                                       | 技法         | 形状・員数 | 寸法（縦x横cm）  | 所有者                     | 年代                      | 出品展覧会              | 落款         | 備考 |
| ---------------------------------------------------------------------------- | ------------ | ---------- | ---------------- | -------------------------- | ------------------------- | ----------------------- | ------------ | ---- |
| 蓬萊山図                                                                     | 絹本著色     | 1幅        | 127.5x51.5       | 静岡県立美術館             | 1904年（明治37年）        |                         |              |      |
| 秋江水禽図                                                                   | 絹本彩色     | 1幅        |                  | 講談社野間記念館           | 明治末年                  |                         |              |      |
| 清姘（せいけん）                                                             | 六曲一双     | 紙本彩色   |                  | 山種美術館                 | 1916年（大正5年）         |                         |              |      |
| 四季花鳥図（春〈華陰鳥語〉・夏〈玉樹芳艸〉・秋〈林梢文錦〉・冬〈山澗雪霽〉） | 絹本彩色     | 4幅対      | 183.5x85.0（各） | 山種美術館                 | 1917年（大正6年）         | 第11回文展              |              |      |
| 早春                                                                         | 絹本著色     | 1幅        | 182x84           | 長崎県美術館               | 1916-22年（大正5-11年）頃 | 読画会展覧会            |              |      |
| 黄昏                                                                         | 絹本彩色     | 1幅        | 230.4x100.0      | 講談社野間記念館           | 1919年（大正8年）         | 第1回帝展               | 款記「十畝」 |      |
| 花鳥図                                                                       | 絹本著色     | 二曲一双   | 168.5x169.4      | 個人（静岡県立美術館寄託） | 1921年（大正10年）        |                         |              |      |
| 閑庭早春                                                                     | 絹本著色     | 1幅        | 233.0x100.4      | 練馬区立美術館             | 1922年（大正11年）        |                         |              |      |
| 早春                                                                         | 絹本著色     | 1幅        | 86x102           | 長崎県美術館               | 1925年（大正14年）頃      | 第3回日本画会絵画展覧会 |              |      |
| 鶴                                                                           | 紙本著色     | 1幅        | 279.6x127        | 長崎県美術館               | 1928年（昭和3年）         | 第9回帝展               |              |      |
| 鳳凰                                                                         | 紙本著色     | 1幅        | 160x220.5        | 長崎県美術館               | 1929年（昭和4年）         | 第10回帝展              |              |      |
| 松樹白鷹の図                                                                 | 紙本著色     | 1幅        | 93x181           | 長崎県美術館               | 1932年（昭和7年）         |                         |              |      |
| 窈冥                                                                         |              |            | 160x220.5        | 日本芸術院                 | 1934年（昭和9年）         | 第15回帝展              |              |      |
| 旭松図屏風                                                                   | 紙本著色     | 六曲一隻   | 173x368          | 長崎県美術館               | 昭和初期                  |                         |              |      |
| 雄風                                                                         | 紙本金地墨画 | 六曲一双   |                  | 大雄山最乗寺               | 1936年（昭和11年）        |                         |              |      |

## 画集
- 『十畝画選』高田耕雲編 芸艸堂 1926年（大正15年）
- 『十畝作品集』東京美術倶楽部 芸艸堂 1938年（昭和13年）
- 『十畝画選』荒木いと 1963年（昭和38年）

## 著作
- 『花鳥画の描方』日本美術院 1919年（大正8年）
- 『新南画講座』資文堂 1935年（昭和10年）
- 『東洋画論』小学館 1942年（昭和17年）

## 親族
- 長男 荒木光太郎 ‐ 経済学者。妻の荒木光子は荘清次郎の娘。[7][8]
- 二男・荒木寛 ‐ 早稲田大学理工学部卒業後石川島造船所。妻は三菱銀行社長・高木健吉の妹。健吉の妻も荘清次郎の娘で光太郎とは相婿の関係。[8]
- 養妹・盛 ‐ 西川順之の妻。[8]

## 参考資料
- 展覧会図録 『荒木十畝とその一門 官展東京派の精鋭たち』 練馬区立美術館、1989年